# Neoditomyia para
Neoditomyia para är en tvåvingeart som beskrevs av Coher 1996. Neoditomyia para ingår i släktet Neoditomyia och familjen platthornsmyggor. Inga underarter finns listade i Catalogue of Life.